# Bridge (film 1912)
Bridge è un cortometraggio muto del 1912 diretto da Étienne Arnaud.
Tra gli attori, appare anche il regista John G. Adolfi. È il primo film per Mary Navarro, una famosa attrice teatrale (1859-1940)

## Produzione
Il film a un rullo fu prodotto dall'Eclair American

## Distribuzione
Distribuito dalla Motion Picture Distributors and Sales Company, il film - un cortometraggio in una bobina - uscì nelle sale cinematografiche statunitensi il 12 marzo 1912.